# Quinto Cláudio Quadrigário
Quinto Cláudio Quadrigário foi um cronista romano que viveu provavelmente no século I a.C.. Escreveu uma obra denominada segundo a fonte, de Annales, Historiae ou Rerum Romanarum Libri, contendo pelo menos 23 livros e que começa na tomada de Roma pelos gauleses e termina com a morte de Sulla.
Lívio baseou parte de sua obra no trabalho de Quadrigário (do sexto livro em diante). Um grande fragmento foi preservado em Aulo Gélio (ix. 13), fornecendo um relato do combate individual entre Tito Mânlio Imperioso Torquato e os gauleses. Sua linguagem era antiquada e seu estilo seco, mas sua obra é considerada importante.